# Pokročilé plánování
Pokročilé plánování (ve zkratce APS z anglického advanced planning and scheduling, česká zkratka se nepoužívá) je proces používaný ve výrobním podniku k optimalizovanému přidělování výchozích materiálů a výrobních kapacit nutných k zajištění poptávky.
Podle jiné definice: APS jsou techniky zabývající se analýzou a krátkodobým, střednědobým i dlouhodobým plánováním logistiky a výroby. APS je označením pro jakýkoli počítačový program, který používá pokročilé matematické algoritmy a logiku k optimalizaci nebo simulaci plánování a rozvrhování s omezenými zdroji. Tyto techniky respektují zadaná omezení a podniková pravidla, provádějí plánování a rozvrhování v reálném čase a poskytují podporu pro rozhodování a propočty toho, co je možné zákazníkům slíbit. APS často vytváří a vyhodnocuje více scénářů, z nichž si pak vedení vybere „oficiální plán“.
Pozn.: Doslovný překlad APS znamená Pokročilé plánování a rozvrhování, přičemž rozvrhováním se rozumí plánování na detailní úrovni (vytváření rozvrhu).

## Plánování s omezenými zdroji
Běžný systém ERP (resp. MRP) ve výrobním podniku při plánování výroby propočítává, jaké materiály budou pro splnění všech existujících požadavků zapotřebí, v jakém množství a v jakých termínech. Odpovídá tedy na tři otázky: co, kolik a kdy. Nijak se při tom ale nestará o to, že se plánem požadovaná výroba s existujícím strojovým parkem a daným počtem dělníků možná vůbec nedá stihnout. V ERP je sice i možnost kapacitních propočtů, avšak z principu se zde plánuje tak, jako by potřebné výrobní zdroje podniku byly neomezené. Tato vlastnost systému zpočátku lidi zpravidla zarazí a považují ji za závažný nedostatek. Jak je možné, že počítač, který přece umí všechno dokonale, nezvládne výrobu naplánovat se vším všudy?
APS naproti tomu používá techniku rozvrhování práce s ohledem na omezené kapacity (finite capacity scheduling). Začíná tím, že určí existující kapacity (počty a typy strojů a kvalifikovaných dělníků) a vytváří rozvrh práce pro výrobní střediska tak, aby se daná omezení nikdy nepřekročila. Práce je naplánována do přesných časů a na jednotlivá výrobní střediska a ne pouze nějak rámcově, například na určitý týden. Má to ještě tu výhodu, že přesné rozvrhování podle skutečných kapacitních omezení umožní, aby daná práce „proběhla“ všemi středisky rychleji. Dá se ukázat, že rozdíl může být podstatný, například výroba dávky dílů naplánovaná v MRP na tři týdny se v APS zvládne za půl týdne.
Vznik APS spadá dost daleko do minulosti. Jeho nejznámější propagátor Eliyahu Goldratt (1947–2011) vydal svůj velice čtivý „manažerský román“, knihu The Goal, už v roce 1984 (vyšla i česky s názvem Cíl a zájemcům ji lze rozhodně doporučit). A zhruba ve stejné době zveřejnil i svou teorii omezení (Theory Of Constraints, TOC). Z jejích základů vyrostla řada komerčních softwarových aplikací APS, které v současnosti mají výrobní podniky na výběr. Používají se většinou jako doplňky ve spojení se systémy ERP, ale mohou být i jejich součástí. S dobrými výsledky byly implementovány v podnicích různé velikosti a z různých odvětví průmyslu.

## Přínosy a nedostatky APS
Mnoho článků v časopisech a mnoho brožur od prodejců softwaru už popisovalo přínosy APS, jako např. zkrácení průběžných dob, snížení zásob, zvýšení produktivity, sladění různých plánů v rámci celé firmy, zvýšení dostupnosti kritických dílů, lepší proveditelnost plánů a cílené plánování, při němž se plánovač soustředí na aktuální problémy a úzká místa ve výrobě. Při zkoumání skutečných případů však vypadají dosažené přínosy méně entuziasticky.
Je potvrzeno, že v ideálním případě může APS systém nabídnout lepší podklady k rozhodování, zjednodušit plánovací činnosti a zkrátit dobu plánování. ERP s jeho pomocí generuje spolehlivější plány dodávek a proveditelný hlavní plán výroby. Za negativa se považují obtíže spojené se zvládnutím systému, závislost na externích konzultantech, nutnost pracovat s paralelními systémy. Někdy dokonce je plánování s APS hodnoceno jako obtížnější než bylo bez něj, vznikají nesprávné plány a rozvrhy. Zajímavé je, že uživatelé, kteří přínosy APS popírají, současně prohlašují, že by se jeho možností dalo využít lépe. To ukazuje, jak je těžké využívat APS správně. Plány a rozvrhy z APS je mnohdy těžké pochopit, výsledek může být i nesprávný a nikdo to nepozná. To může vést k tomu, že lidé přestanou plánům věřit, takže se podle nich neřídí.
Deklarovanou výhodou APS je, že neustále reaguje na všechny mimořádné události. Ale když je takových událostí několik denně, je změn v plánu tolik, že APS znervózní. Aby se tomu předešlo, je lepší model trochu zjednodušit. Ale když se to udělá, už neodpovídá realitě v dílně a proveditelnost plánu není jistá.
ERP systém je určen ke zpracovávání administrativních transakcí mnoha uživatelů, zatímco APS je stvořen pro podporu plánování, které provádí jedna osoba (nebo dvě nebo tři). Ta zadává do „svého“ APS systému data a stahuje do něj i data z ERP, s daty manipuluje, určuje, jaké má APS generovat plány či rozvrhy a interpretuje informace, které systém vygeneruje. Je velmi důležité, aby tento pracovník dobře rozuměl všem procesům v řízení výroby i způsobu práce APS, a aby měl potřebné zkušenosti.

## Kam se APS nejlépe hodí
Výrobní podnik je ohromně složitý organismus. Naplánovat pro každý stroj na minuty přesně, co se na něm bude vyrábět, je lákavé, ale takový plán se bude těžko dodržovat. A nelze si to usnadnit tím, že se v rozvrhu ponechají časové rezervy, protože tím by se celý efekt APS degradoval. Před rozhodnutím pořídit si APS systém by se podnik měl co nejdůkladněji ujistit, že očekávané přínosy vyváží nemalé úsilí a náklady, které k tomu bude muset vynaložit.
Obecně lze říci, že systém APS je vhodný ke zvládání jisté míry složitosti plánovacího prostředí a ambiciozních cílů v oblasti plánování a řízení výroby. Jeho používání může být prospěšné tam, kde se vyskytuje hodně konfliktních úkolů, kde existují kapacitní a materiálová omezení, a kde podnik usiluje o optimální plány a rozvrhy. Zkušenosti zároveň ukazují, že efektivní využití APS je velmi obtížné, a jeho implementace je zbytečná, dá-li se stejných přínosů dosáhnout bez APS nebo méně pokročilými a složitými plánovacími systémy.
Uvažovat o implementaci APS má smysl pro podniky, v nichž je splněno současně několik z těchto podmínek:
- výroba na zakázku (na rozdíl od výroby na sklad)
- kapitálově náročné výrobní postupy s omezenými výrobními kapacitami
- různé výrobky si navzájem „konkurují“ v požadavcích na kapacity (na každém stroji lze vyrábět řadu různých výrobků)
- výrobky mají velký počet dílů resp. výrobních operací
- výroba s častými změnami rozvrhu, které nelze dopředu předvídat